# Mehdi Bajestani
Mehdi Bajestani ( persa : مهدی بجستانی ; nacido el 12 de enero de 1975) es un actor iraní. Es conocido por su interpretación de Saeed Hanaei en el thriller policial Holy Spider (2022).

## Filmografía

### Cine
- Thirteen (2003) cortometraje diririgdo por Vahid Rahbani[1]
- There Are Things You Don't Know (2010), dirigido por  Fardin Saheb Zamani
- Resident of the Middle Floor (2014), dirigido por Shahab Hosseini
- Sweet Taste of Imagination (2015), dirigido por Kamal Tabrizi
- Mahrokh's House (2021), dirigido por Shahram Ebrahimi
- Holy Spider (2022), dirigido por  Ali Abbasi[2]

### Televisión
- Whisper (2018) serie de televisión  dirigida por Ebrahim Sheibani